# Amerikaanse presidentsverkiezingen 1912
De Amerikaanse presidentsverkiezingen van 1912 waren de 32e Amerikaanse presidentsverkiezingen en werd gehouden op 5 november 1912. Gouverneur Woodrow Wilson uit New Jersey en zijn running mate gouverneur Thomas Marshall uit Indiana van de Democratische Partij, werden respectief gekozen als de 28e president van de Verenigde Staten en de 28e vicepresident van de Verenigde Staten na het winnen van de verkiezingen en het verslaan van de kandidaten van de Progressieve Partij, voormalig president Theodore Roosevelt uit New York en zijn running mate gouverneur Hiram Johnson uit Californië en de kandidaten namens de Republikeinse Partij, zittend president William Howard Taft uit Ohio en zijn running mate hoogleraar en rector van de Columbia-universiteit Nicholas Butler uit New York.

## Presidentskandidaten

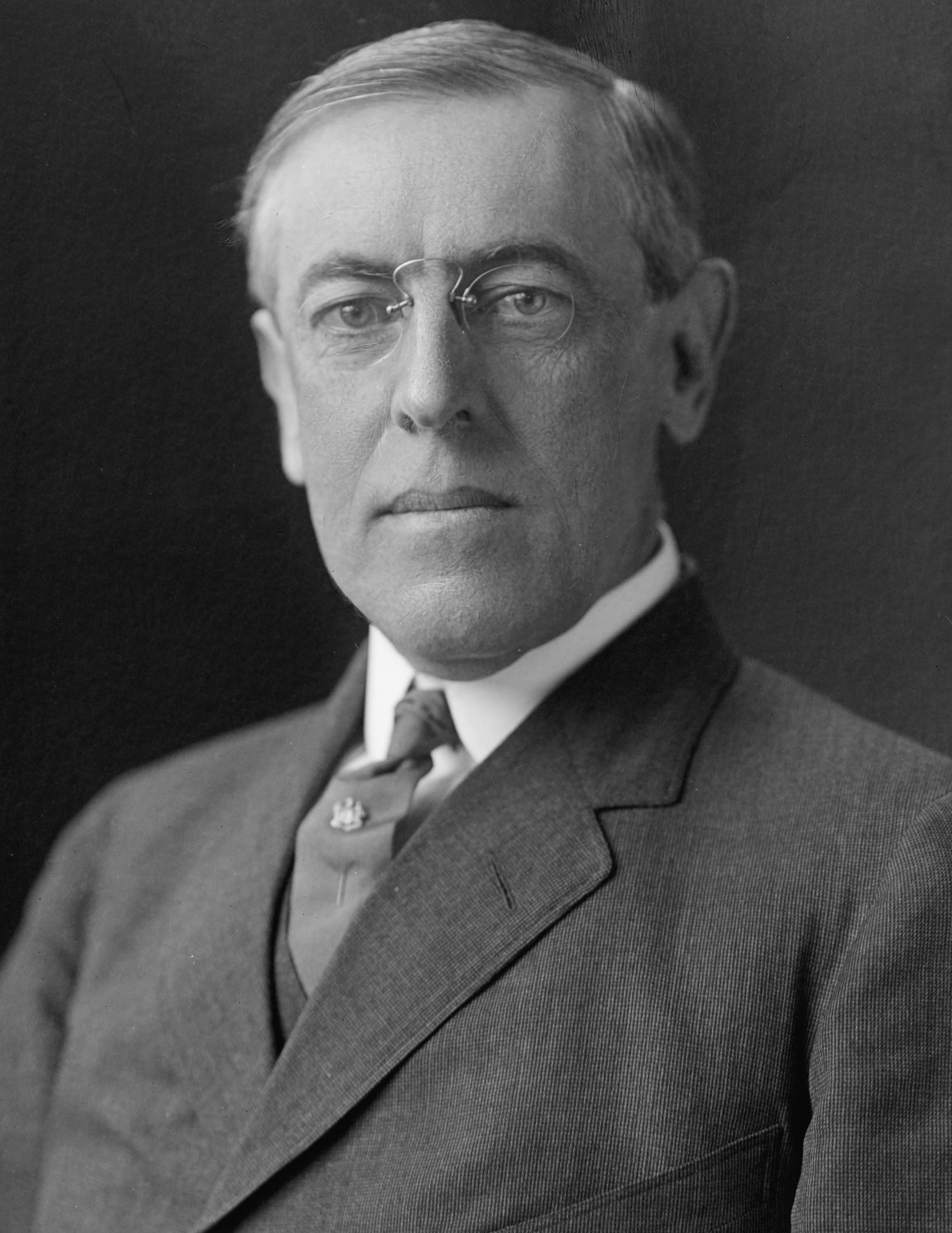
Gouverneur Woodrow Wilson uit New Jersey Democratische Partij
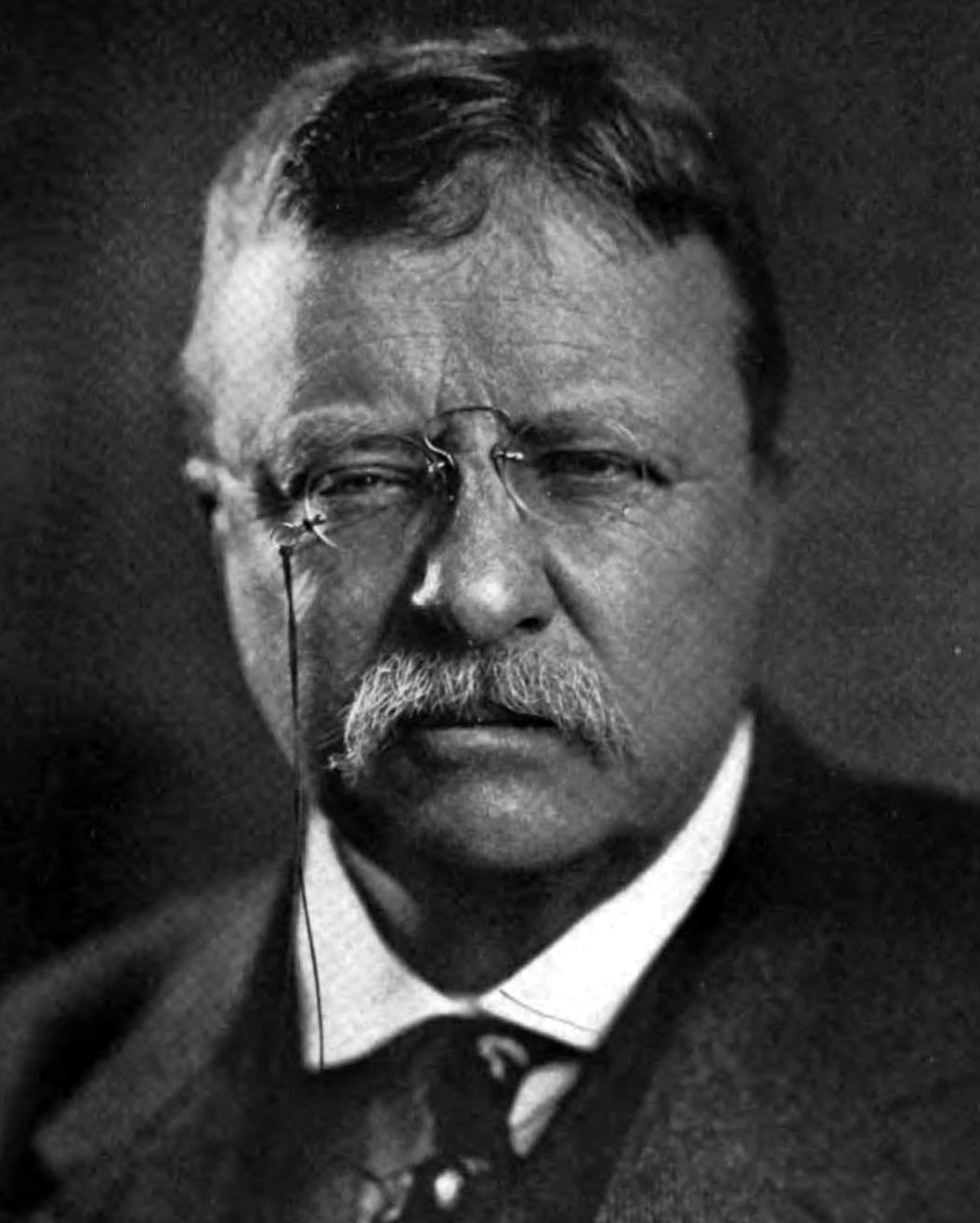
Voormalig President Theodore Roosevelt uit New York Progressieve Partij
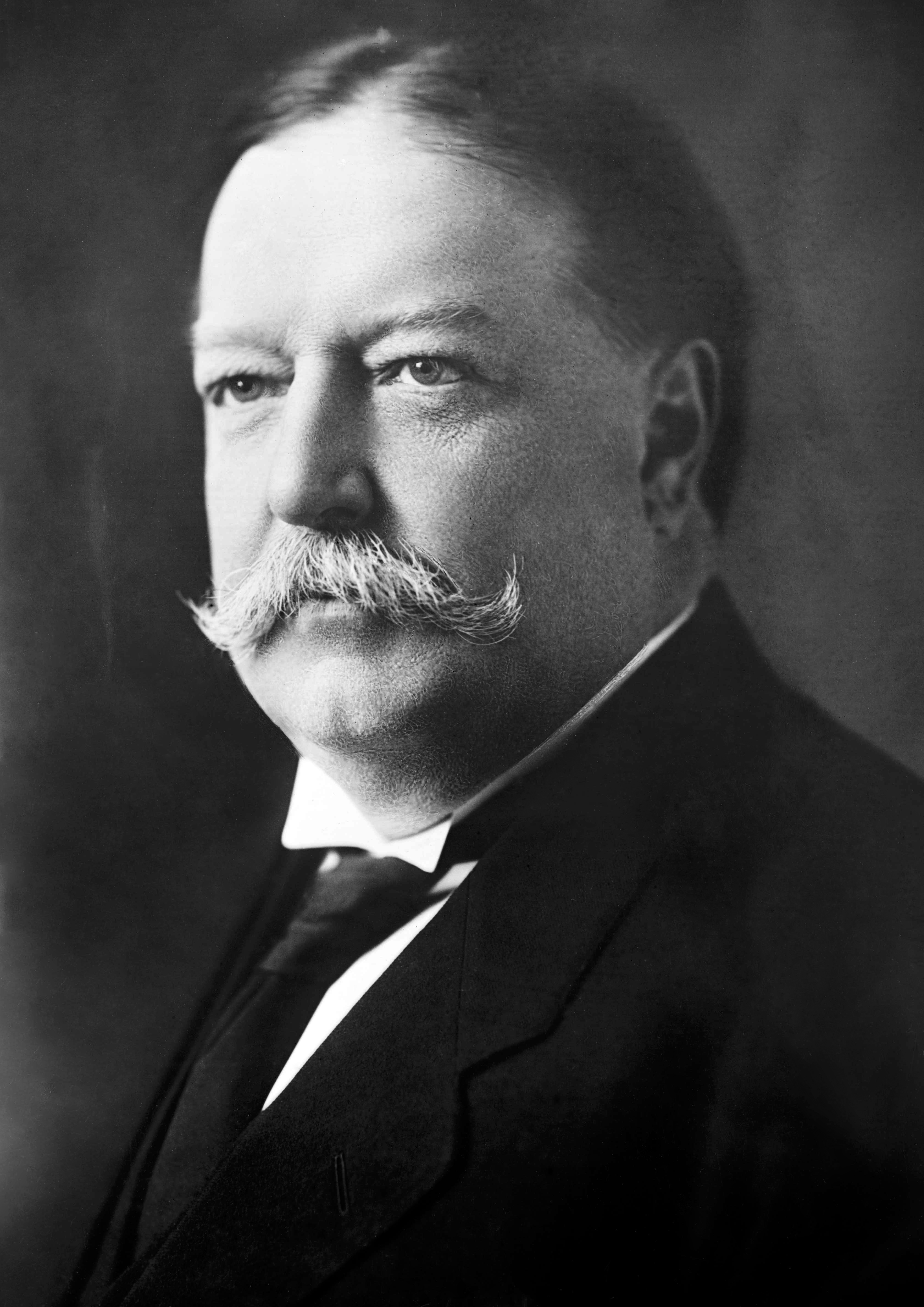
President William Howard Taft uit Ohio Republikeinse Partij

- Voormalig 
 President 
 Theodore Roosevelt 
 uit New York 
 Progressieve Partij
- President 
 William Howard Taft 
 uit Ohio 
 Republikeinse Partij

### Vicepresidentskandidaten

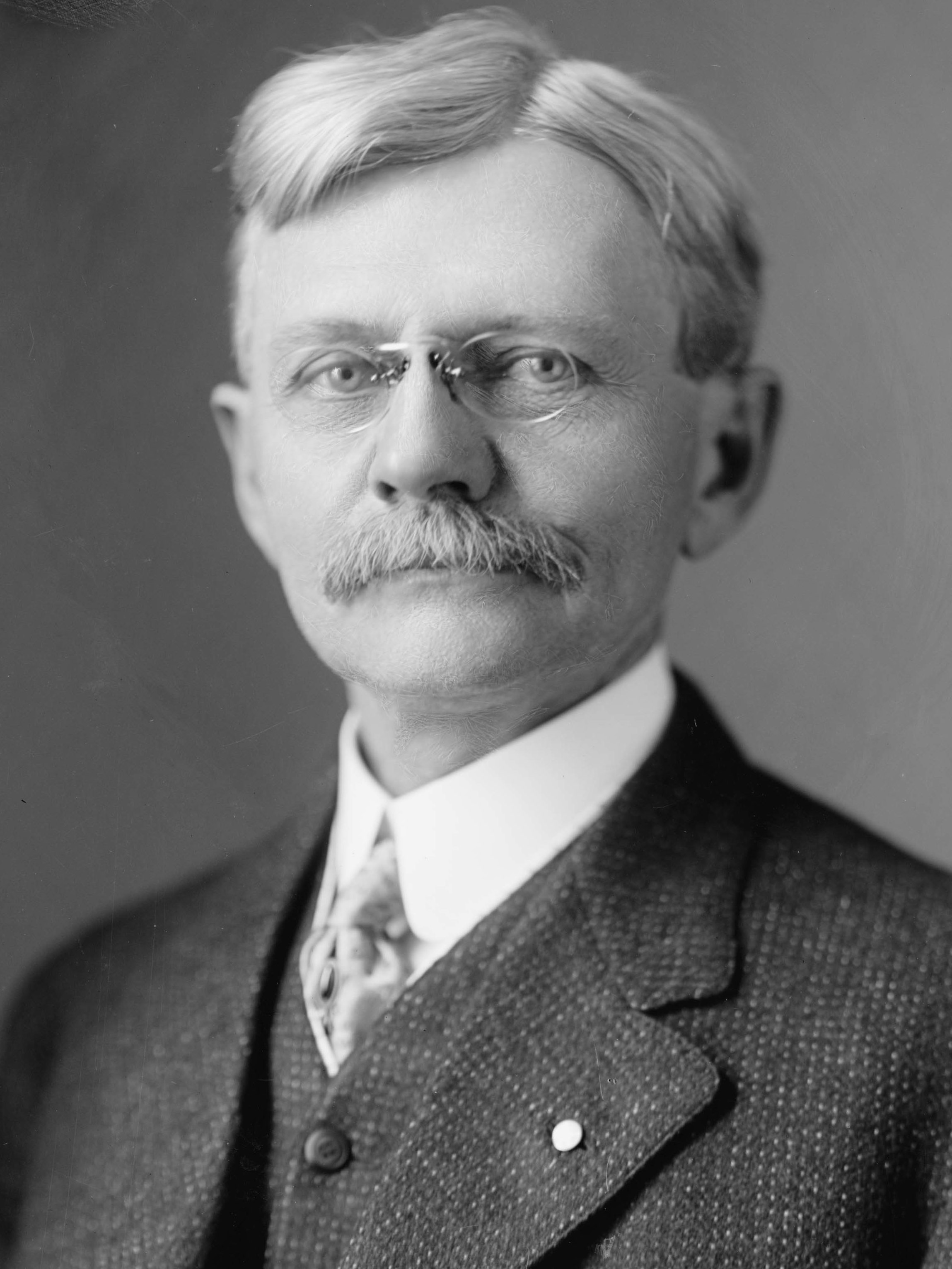
Gouverneur Thomas Marshall uit Indiana Democratische Partij
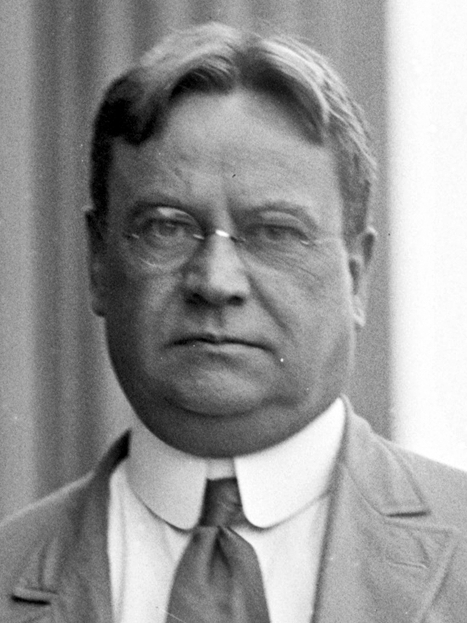
Gouverneur Hiram Johnson uit Californië Progressieve Partij
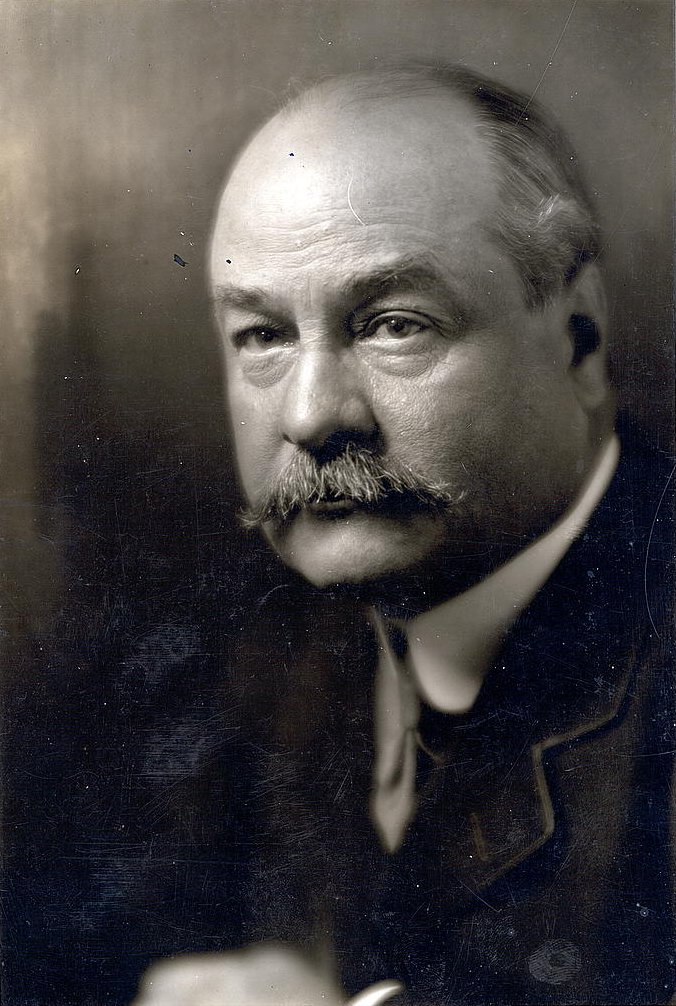
Hoogleraar Nicholas Murray Butler uit New York Republikeinse Partij

## Uitslag
| Naam            | Woodrow Wilson       | Theodore Roosevelt  | William Howard Taft  |
| Partij          | Democratische Partij | Progressieve Partij | Republikeinse Partij |
| Thuisstaat      | New Jersey           | New York            | Ohio                 |
| Running mate    | Thomas Marshall      | Hiram Johnson       | Nicholas Butler      |
| Kiesmannen      | 435                  | 88                  | 8                    |
| Gewonnen staten | 40                   | 6                   | 2                    |
| Aantal stemmen  | 6,296,284            | 4,122,721           | 3,486,242            |
| Percentage      | 41.8%                | 27.4%               | 23.2%                |

1789 · 1792 · 1796 · 1800 · 1804 · 1808 · 1812 · 1816 · 1820 · 1824 · 1828 · 1832 · 1836 · 1840 · 1844 · 1848 · 1852 · 1856 · 1860 · 1864 · 1868 · 1872 · 1876 · 1880 · 1884 · 1888 · 1892 · 1896 · 1900 · 1904 · 1908 · 1912 · 1916 · 1920 · 1924 · 1928 · 1932 · 1936 · 1940 · 1944 · 1948 · 1952 · 1956 · 1960 · 1964 · 1968 · 1972 · 1976 · 1980 · 1984 · 1988 · 1992 · 1996 · 2000 · 2004 · 2008 · 2012 · 2016 · 2020 · 2024